# Jak and Daxter
Jak and Daxter är en äventyrsspelserie som blandar olika element, som plattform, tredjepersonsskjutare, action, pussel och beat em' up. Den ursprungliga trilogin släpptes till Playstation 2, men sedan dess har spelen släppts till andra plattformar och även fått ett antal spinoff-spel. Spelen har utvecklats av Naughty Dog, Ready at Dawn Studios, High Impact Games, Nihilistic Software och Mass Media.
Spelserien innehåller fyra så kallade spinoff-spel som heter Jak X, Daxter och Jak and Daxter: The Lost Frontier.

## Utveckling
Spelserien skapades och utvecklades fram till 2005 av Naughty Dog, då Ready at Dawn Studios tog över och utvecklade Playstation Portable-spelet Daxter, som fungerar som en midquel. 2009 gjorde High Impact Games det fjärde spelet i serien till Playstation Portable och Playstation 2. 2012 utvecklade Naughty Dog och Mass Media en samling av de tre första Jak and Daxter-spelen till Playstation 3.

## Universum
- Eco är ett mystisk ämne med olika krafter och syften, som finns i både mörk och ljus form. Ämnet tillverkas i Eco Core och är en viktig del i universumet. Handlingen i The Lost Frontier är att världen börjar få slut på Eco, så Jak och hans vänner försöker hitta ett sätt att generera Eco.[1]

### Karaktärer
- Jak är spelseriens huvudperson. Han är det i alla spel utom Daxter, där han gör en cameo istället. I det första spelet, The Precursor Legacy, råkar Jak av misstag förvandla sin bästa vän, Daxter, till en "ottsel" (en påhittad hybrid av utter och vessla). I det andra spelet, Jak II, får han i sig mörk Eco på grund av att han var en försöksperson i Baron Praxis experiment i två år. I seriens tredje spel får Jak förmågan att använda sig av ljus Eco.
- Daxter är den andra huvudpersonen i spelserien. I det första spelet förvandlas han till en ottsel och i det andra spelet räddar han Jak från ett fängelse i Haven City. I Jak 3, får han ett par byxor som en belöning för sina insatser.

### Platser
- The Old World, i The Precursor Legacy, är man i denna fiktiva planet. Planeten innehåller en mängd olika platser, från djungler till vulkaner.
- Haven City, en dystopi som styrs av diktatorn Baron Praxis och hans vakter. I Jak II är man i denna stad.
- The Wasteland, en öken som är fem gånger större än Haven City med flera områden, bland annat gruvor och en vulkan. I Jak 3 är man i denna öken.[2]
- Kras City, staden ligger i närheten av Haven City och man är bara där i Jak X. Racing är en känd sport i staden.
- Brink Island, består av två öar och man är där i The Lost Frontier.
- Spargus City, en stad i The Wasteland och det är den staden Jak och Daxter blir skickad till efter att ha blivit förvisade från Haven City.

## Spel
| Titel                                | År   | Plattform                                                     |
| ------------------------------------ | ---- | ------------------------------------------------------------- |
| Jak and Daxter: The Precursor Legacy | 2001 | Playstation 2, Playstation 3, Playstation Vita, Playstation 4 |
| Jak II: Renegade                     | 2003 | Playstation 2, Playstation 3, Playstation Vita, Playstation 4 |
| Jak 3                                | 2004 | Playstation 2, Playstation 3, Playstation Vita, Playstation 4 |
| Jak X                                | 2005 | Playstation 2, Playstation 3, Playstation Vita, Playstation 4 |
| Daxter                               | 2006 | Playstation Portable                                          |
| Jak and Daxter: The Lost Frontier    | 2009 | Playstation Portable, Playstation 2                           |

### Playstation Move Heroes
2011 släppte Nihilistic Software spelet Playstation Move Heroes, som involverar huvudkaraktärerna från spelserierna Jak and Daxter, Ratchet & Clank och Sly till Playstation 3 med stöd för Playstation Move.

### The Jak and Daxter Trilogy
The Jak and Daxter Trilogy (Jak and Daxter Collection i Nordamerika) är en samling av de tre första spelen till Playstation 3. Spelen konverterades av spelföretaget Mass Media och körs i hög definition med en upplösning på 720p. Spelen har även stöd för stereoskopisk 3D och innehåller trophies. Det släpptes den 22 februari i Europa och den 7 februari i Nordamerika samt 8 mars 2012 i Australien.

## Framtid
I början av februari 2012, sade Evan Wells att Naughty Dog hade tänkt göra ett nytt Jak and Daxter spel till Playstation 3, men idén lades på hyllan. Istället påbörjade Naughty Dog med att göra The Last of Us. I spelet Playstation All-Stars Battle Royale är Jak (med Daxter) bland de spelbara karaktärerna.